# Lombinha da Maia

Lombinha da Maia é uma povoação da freguesia da Maia, concelho da Ribeira Grande, nos Açores.
Localiza-se a cerca de três quilómetros a sudeste do centro da Maia, numa lomba formada pelos leitos da Ribeira das Faias, que separa aquela povoação da freguesia da Lomba da Maia e da ribeira.

## Cultura
- Casa Museu Rural da Lombinha da Maia - abriu ao público no dia 17 de Novembro de 2007 com o objectivo de salvaguardar um espaço da memória colectiva da população rural do concelho da Ribeira Grande.[1]